# Crocidura tadae
Crocidura tadae — вид ссавців з родини Soricidae. Ендемік Тайваню.